# 假升麻属
假升麻属（学名：Aruncus）是蔷薇科下的一个属，为多年生草本植物。该属共有约6种，分布于北温带。

## 下属物种
- 贡山假升麻　Aruncus gombalanus
- 假升麻　Aruncus sylvester